# 西武551系電車
西武551系電車（せいぶ551けいでんしゃ）は、かつて西武鉄道に在籍した通勤形電車。
本項では本系列の増備車より派生した571系電車についても併せて記述する。

## 概要
451系の後継形式として、1961年（昭和36年）9月から1962年（昭和37年）4月にかけて、モハ551形(Mc)-サハ1551形(T)-サハ1551形(T)-モハ551形(Mc)からなる4両編成6本24両（モハ551形551 - 562・サハ1551形1551 - 1562）が新製された。
次いで1962年（昭和37年）9月から同10月にかけて中間車10両（サハ1551形1563 - 1572、サハ1571は初代）が新製された。これは501系の6両化（2M4T化）に使用されたが、性能面の問題から後に編成を戻され、同10両は次いで半数を電動車化した上で本系列の6両化に用いられた。その後さらに同10両は再び編成を外れ、2両編成に改造の上で571系として独立系列化されている（詳細は後述）。

## 車体
軽量構造の全金属製20m級車体であり、構体設計は451系のそれを踏襲しているものの、前面形状は451系の切妻形状とは異なり、501系以来の湘南型デザインが採用された。ただし、前面窓は極細の仕切りによって2分割された連続窓風の処理がなされ、埋込型となった標識灯とともに501系と比較して近代的な印象を与えるものとなった。
なお、この前面窓の処理は1964年（昭和39年）から新製された701系によってさらなるアレンジが加えられて一応の完成を見たのち、1969年（昭和44年）から1976年（昭和51年）にかけて新製された101系まで長らく受け継がれた。
側窓は451系と同様2連ユニット構造のアルミサッシが採用され、窓配置も先頭車がd1D2・2D2・2D2、中間車が2D2・2D2・2D2（d：乗務員扉, D：客用扉、戸袋窓の記載は省略）と451系と同一であるが、客用扉がアルミハニカム構造化され、扉窓固定支持も従来のHゴム固定から金属枠固定に変更された点が異なる。連結面は貫通路が501系後期車以来の1,200mm幅の広幅貫通路となり、貫通扉は再び廃止された。また、細部では側面戸閉表示灯が451系の横長形状のものから丸型に改められている。
ベンチレーターは従来車に採用されたガーランド型と比較してより換気効率の高いグローブ型に変更された。1両あたりの個数は電動車（モハ）が6個・サハが8個で変化はない。なお、後述ファンデリア直上に設置されたベンチレーターは上下吹き抜けのない特殊形状のものとされ、通常形状のものと特殊形状のものが1つおきに交互に並ぶという外観上の特徴を有していた。
車内はロングシート仕様で、カラースキーム等は451系と同一であるが、車内換気装置として搭載されるファンデリアが1両あたり4基に倍増した点が異なる。
なお、本系列は当初よりディープラズベリーとサンドベージュの二色塗り、いわゆる「赤電」カラーに塗装されて落成している。

## 主要機器
前述のように時流に応じた改良が加えられた車体周りと対照的に、主要機器は他系列同様に日本国有鉄道（国鉄）より払い下げを受けた、旧態依然とした制式機器で占められている。
主電動機はMT15系、制御器は電空カム軸式CS5と界磁接触器CS9の組み合わせ（直列5段・並列4段・弱め界磁1段）、制動装置は発電制動を持たないAM系電磁自動空気ブレーキ、台車はモハが鉄道省制式の釣り合い梁式TR14A・サハが同TR11Aと、昭和初期に新製された戦前型旧型国電と同一水準の機器を搭載するという、在籍する車両の機器統一を最重視した当時の西武の流儀は本形式においても貫かれている。
ただし目新しい点としては、西武初の装備として落成当初から電気連結器が採用された点が挙げられる。電気連結器の採用は連結・解放作業の迅速化に寄与することから、本系列以降に新製された西武の各系列における標準装備となった。なお、本系列においては先頭部のみならず中間連結部分にも電気連結器が採用され、同時に先頭部ジャンパ栓が省略されたことから、電気連結器の装備がない従来車との併結は不可能であった。
なお、電動空気圧縮機 (CP)および電動発電機 (MG)といった補機類はサハに搭載されており、501系後期車より採用されたMTユニット方式を踏襲している。

## 導入後の変遷
1964年（昭和39年）1月に制御電動車(Mc)の形式記号がモハからクモハへ一斉変更されたことを受け、本系列の制御電動車もクモハ551 - 562と改称された。以下、それ以降の変遷について述べる。

### サハ1563 - 1572の新製および転用
前述のように、501系の2M4T編成化に際してサハ1551形1563 - 1572（サハ1571は初代）が新製された。仕様はサハ1551 - 1562に概ね準じているが、同10両は当初より501系後期車との併結を前提に新製されたことから、貫通幌の仕様や補機類を搭載しない純然たる付随車であったことが異なっていた。その他、扉窓がHゴム固定の鋼製扉に戻ったほか、側面サッシが無塗装化され、車内送風機の扇風機化に伴ってベンチレーターは通常形状のグローブ型に統一され、側面戸閉表示灯が横長形状のものとされた点が主な相違点である。
501系521 - 529編成に2両ずつ組み込まれて運用されたサハ1551形1563 - 1572であるが、2M4T編成の走行性能的な問題から1967年（昭和42年）までに全車501系編成から外され、半数を電装・中間電動車化の上で551系551 - 559編成に順次組み込まれた。同改造に際しては、サハ1563 - 1571（奇）がクモハ551形と同一の機器で電装され中間電動車(M)モハ571形571 - 579（奇）へ、サハ1564 - 1572（偶）はサハ1551 - 1562同様に補機を追加した上でサハ1571形1571 - 1579（奇・サハ1571は2代）へそれぞれ改称・改番された。
6連化後の551系
|          | ← 飯能・西武新宿池袋・本川越 → |                |               |                |                |                  |
| 編成呼称 | クモハ551形 (Mc)               | サハ1551形 (T) | モハ571形 (M) | サハ1571形 (T) | サハ1551形 (T) | クモハ551形 (Mc) |
| 551編成  | 551                            | 1551           | 571 (1563)    | 1571 II(1564)  | 1552           | 552              |
| 553編成  | 553                            | 1553           | 573 (1565)    | 1573 (1566)    | 1554           | 554              |
| 555編成  | 555                            | 1555           | 575 (1567)    | 1575 (1568)    | 1556           | 556              |
| 557編成  | 557                            | 1557           | 577 (1569)    | 1577 (1570)    | 1558           | 558              |
| 559編成  | 559                            | 1559           | 579 (1571 I)  | 1579 (1572)    | 1560           | 560              |

なお、同編成替えに際してモハ579のみ主電動機の入手遅れから代用のサハとして運用せざるを得なかったため、1968年（昭和43年）12月にモハ579-サハ1579を組み込む559編成のクモハ559・560の主電動機と台車をMT30およびTR22(DT11)に換装して対応した。501系で消滅した2M4T編成が図らずも本系列で復活した形となったが、翌1969年（昭和44年）9月にはモハ579もMT30主電動機とTR22台車を装備して正式に電動車となり、結果559編成は西武の吊り掛け駆動車のみで編成された6両編成時における最強力編成となった。

### 各種改造
1966年（昭和41年）から1968年（昭和43年）にかけて貫通路渡り板を3枚構造化し、併せて運転台スイッチの一部ノーヒューズブレーカー(NFB)化、および中間連結部分を通常のジャンパ線を使用した連結方式に改め、同部分の電気連結器を撤去する改造が施工された。
また1972年（昭和47年）より、車内吹き抜け風対策としてサハ1551形奇数車およびサハ1571形の池袋・本川越寄り車端部に両開き貫通扉が新設され、1970年代半ば頃にはサハのMGを101系および701系の冷房化に伴う発生品（日立製作所製HG-534-Mrb, 出力12kVA）に換装して低圧電源が交流化されたほか、主抵抗器を旧型の6箱仕様のものから新型の2箱仕様のものへの換装が実施された。
その他、車内送風機の扇風機化、暖房機のシーズ線化に伴う車内座席下蹴込み板のステンレス化、先頭車前面窓内側に行先表示幕の新設、ATSの整備および列車無線の搭載、前照灯のシールドビーム2灯化等が順次施工されている。

### 空気ばね台車への換装
1971年（昭和46年）より比較的経年の低い吊り掛け駆動車各形式の電動車を対象に、台車を住友金属工業製ペデスタル式空気ばね台車FS40への換装が実施された。本系列も1973年（昭和48年）よりクモハ551 - 556・モハ571, 573, 575を対象に交換が実施されている。なお、台車交換を行った車両はブレーキシリンダーが台車側装備となったことから、制動装置に中継弁を追加している。
さらに1978年（昭和53年）以降、411系（2代）の新性能化改造に伴って余剰となったFS40台車を流用し、クモハ557, 558・サハ1551 - 1556についても空気ばね台車化が実施された。

### モハ571形・サハ1571形の独立系列化
411系（2代）が701系列の冷房化および電磁直通ブレーキ(HSC)化に従って、その増結用車として順次新性能化改造を施工されたことに伴い、旧性能車の2両編成が不足する事態となっていた。そのため、残存する吊り掛け駆動車のうち比較的経年の低かったモハ571形・サハ1571形がその代替用途に選ばれ、1978年（昭和53年）9月から翌1979年（昭和54年）3月にかけて運転台取り付け・先頭車化改造が施工された。この改造に伴い、モハ571形は車番はそのままにクモハ571形と改称し、サハ1571形はクハ1571形1572 - 1580（偶）へ改称・改番され、新系列の571系に区分された。これによって551系は再び4両編成に戻されている。
新設された運転台側前面は411系（2代）同様の切妻形状とされたが、前面左側窓上に埋込型の行先表示幕を装備したことが特徴である。これは411系（2代）を改造した401系（2代）と同一の意匠であり、車体側に行先表示幕を設置した例は旧性能車では唯一であった。また、これも旧性能車では唯一となる起立形状とされた運転台パネルやスイッチ配置等にも、401系（2代）の意匠が反映されている。前照灯は部品共通化の観点から、従来車のシールドビーム2灯化に使用されたものと同一品を前面幕板部に装備している。
なお、同改造に際して電動車の台車がFS40に統一されたほか、モハ579（クモハ579）は主電動機をMT15系に換装され、性能の統一が図られた。

### 淘汰開始および短編成化
4両固定編成という特性上、比較的晩年まで本線系統で多く運用された551系であったが、非冷房の旧性能車であることがネックとなり、1984年（昭和59年）に初の廃車が発生した。廃車となったのは前述空気ばね台車化の対象外とされ、最後までTR14A・11A台車を装備した559・561編成で、同年3月28日付で除籍された。
次いで、451系全廃に伴い余剰となったクハ1651形とクモハ551形を編成して短編成化を実施することとなり、新たに2両編成が3本誕生し、主に多摩川線で運用されることとなった。
2連化後の551系
|          | ← 飯能・西武新宿・武蔵境 池袋・本川越・是政 → |                  |
| 編成呼称 | クハ1651形 (Tc)                               | クモハ551形 (Mc) |
| 556編成  | 1657                                          | 556              |
| 558編成  | 1659                                          | 558              |
| 編成呼称 | クモハ551形 (Mc)                              | クハ1651形 (Tc)  |
| 557編成  | 557                                           | 1660             |

同編成替えによって余剰となったクモハ555・サハ1555 - 1558の5両は1984年（昭和59年）5月29日付で全車廃車となった。
4両編成のまま残存した551・553編成はいずれも新宿線系統に配属され、拝島線における区間運用や西武園線等の支線区で運用されたが、1985年（昭和60年）3月に553編成が、同年10月には551編成が相次いで廃車となり、551系の4両編成は消滅した。
一方、571系は前述の通り旧性能車編成の増結目的で誕生したものの、1980年代以降の旧性能車大量淘汰によって旧性能車の本線系統における運用そのものが激減したことから、後年は狭山線・西武園線等支線区における運用が主となったのち、前述556 - 558編成と前後して多摩川線へ転属した。

### 終焉
晩年の551系・571系両系列は、前述の通り主に多摩川線で運用され、1980年代における多摩川線は多摩湖線と並んで旧性能車（赤電）の最後の牙城であった。なお、同線においては編成がほぼ固定化されていたことから、551系・571系ともに常時先頭に出る先頭車の電気連結器が撤去されていたことも特徴であった。
しかし、1987年（昭和62年）より本線系統で余剰となった401系（2代）および701系によって多摩川線の冷房化促進・新性能化を実施することとなり、同年10月には検査期限の迫った551系558編成および571系575編成が代替廃車となった。翌1988年（昭和63年）には残る551系556・557編成および571系571・573・577・579編成も順次運用を離脱し、同年2月から3月にかけて除籍となり、551系・571系は形式消滅した。

## 譲渡車両
廃車後、551系は5両が総武流山電鉄（現・流鉄）および一畑電気鉄道（現・一畑電車）に譲渡された。うち2両は両運転台化が施工され、残る3両もクハ1651形と編成された2連での譲渡であった。なお、クハ1651形と編成されて譲渡された車両のうち、西武在籍当時からの編成は1本のみであり、残る2本は譲渡に際して新たに編成されたものである。571系は1編成2両が三岐鉄道に譲渡された。
551系、571系とも廃車当時の経年は25年程度で状態は比較的良好であり、かつ空気ばね台車装備と一応の近代化を果たしていた。しかし、当時は地方私鉄においても冷房車やカルダン駆動の新性能車が望まれつつあった時代であり、両形式とも非冷房の吊り掛け駆動車であったことが、中古車両を地方私鉄へ売り込むことに長けた西武としては譲渡数が比較的少数に留まったことに直結したものと考えられている。

### 総武流山電鉄

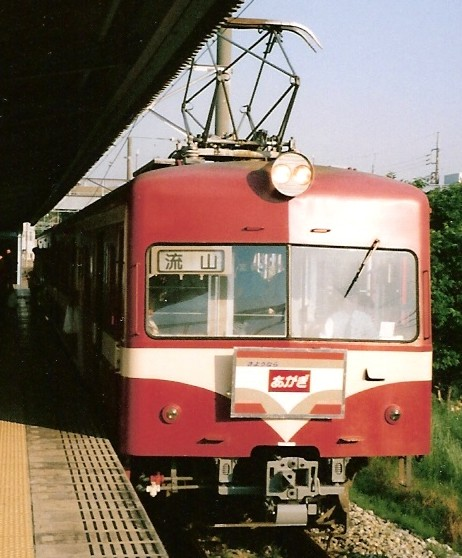
総武流山クモハ1301
（元西武クモハ558）

1984年（昭和59年）10月、クモハ561がクハ1651形1658とともに譲渡された。なお、同2両が西武在籍当時に編成を組んだ経歴はなく、クモハ561は561編成（4両編成）として、クハ1658は451系クモハ457の相方として別々に運用されていたものである。譲渡に際しては塗装変更のほか、台車を京王帝都電鉄デハ1900形の廃車発生品である日立製作所製上天秤式ウィングばね台車KBD-107に換装している。
次いで1987年（昭和62年）12月にはクハ1659-クモハ558が譲渡された。これは西武在籍当時から558編成として2連を組んでいたものをそのまま譲渡したものである。譲渡に際しては塗装変更が行われた程度で、台車はFS40をそのまま装備した。
同2編成は総武流山の流儀に則ってそれぞれ固有の愛称が与えられ、日中の運用における主力車両として運用されたが、後継車両の導入と老朽化に伴い、1997年（平成9年）2月と2001年（平成13年）5月の2回に分けて廃車となった。

### 三岐鉄道

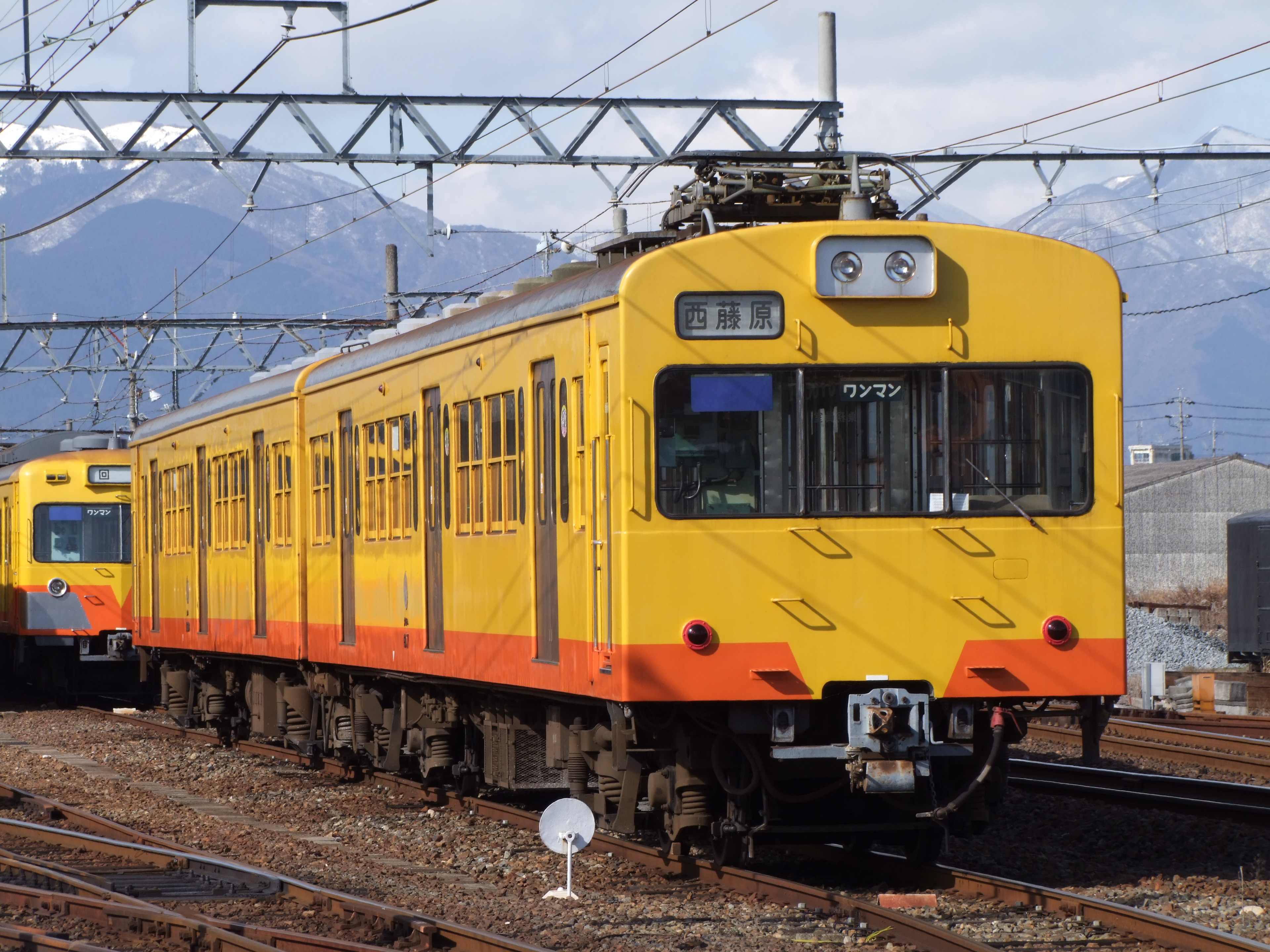
三岐クモハ607
（元西武クモハ577）

1988年（昭和63年）2月、571系577編成が譲渡された。譲渡に際しては塗装変更のほか、前照灯を三岐鉄道標準仕様のものに改造した程度であったが、三岐側に到着して間もなく台車をFS40からクモハがTR14Aに、クハが小田急2400形電車の廃車発生品である住友金属工業製アルストム式軸箱支持方式のコイルばね台車FS30にそれぞれ換装されて竣功した。その後数回台車交換が実施され、最終的にはクモハが京王デハ1900形発生品のKBD-107、クハが西武701系列の電動車の廃車発生品である住友金属工業製FS342をそれぞれ装備した。
晩年は三岐線に在籍する唯一の吊り掛け駆動の旅客用車両という希少性から、各種イベント等にも用いられたが、後継となる751系（元新101系）の導入に伴い2009年（平成21年）2月をもって運用を離脱し、廃車となった。

### 一畑電気鉄道
1985年（昭和60年）3月、クモハ560がクハ1651形1661とともに譲渡された。同2両とも西武在籍当時に編成を組んだ経歴はなく、クモハ560は559編成（4両編成）として、クハ1661は451系クモハ462の相方として別々に運用されていたものである。譲渡に際しては塗装変更が行われた程度で、ほぼ原形のまま入線している。
翌1986年（昭和61年）3月にはクモハ552・554が譲渡された。こちらは譲渡に際して両運転台化され、クモハ552はクモハ551の運転台を、クモハ554はクモハ553の運転台をそれぞれ元来の連結面側に接合している。また、既存の車両との仕様統一の観点から、台車がFS40からTR14Aに換装されている。
前者はクハ191-デハ91として、後者はデハ92・93を経てデハ61・62（いずれも2代）と改番され、それぞれ運用されていたが、後継車両の導入に伴ってクハ191-デハ91は1998年（平成10年）に、デハ61・62は2006年（平成18年）にそれぞれ廃車となった。

### その他
クモハ559は廃車後先頭部のみがカットボディ化され、ユネスコ村園内の旧ユネスコ村駅舎付近に展示保存された。これは旧ユネスコ村駅舎が軽便鉄道当時の山口線の資料展示施設となっていたことから、その展示物のひとつとして同所に設置されたものであった。車内は立ち入り自由で、一部機器は実際に動作させることも可能となっていたが、ユネスコ村園内再開発に伴って1990年（平成2年）11月限りで資料館は閉鎖され、その後旧駅舎などとともに解体撤去されたため現存しない。

## 車歴

### 551系
| 編成呼称 | 車番      | 新製       | 台車 FS40化 | 廃車       | 備考                                                                           |
| 551編成  | クモハ551 | 1961年9月  | ○           | 1985年10月 | 運転台部分をクモハ552の譲渡・両運転台化に際して供出                            |
| 551編成  | サハ1551  | 1961年9月  | ○           | 1985年10月 |                                                                                |
| 551編成  | サハ1552  | 1961年9月  | ○           | 1985年10月 |                                                                                |
| 551編成  | クモハ552 | 1961年9月  | ○           | 1985年10月 | 1986年3月一畑電気鉄道へ譲渡（デハ93→デハ62 II）                                |
| 553編成  | クモハ553 | 1961年10月 | ○           | 1985年3月  | 運転台部分をクモハ554の譲渡・両運転台化に際して供出                            |
| 553編成  | サハ1553  | 1961年10月 | ○           | 1985年3月  |                                                                                |
| 553編成  | サハ1554  | 1961年10月 | ○           | 1985年3月  |                                                                                |
| 553編成  | クモハ554 | 1961年10月 | ○           | 1985年3月  | 1986年3月一畑電気鉄道へ譲渡（デハ92→デハ61 II）                                |
| 555編成  | クモハ555 | 1961年11月 | ○           | 1984年5月  |                                                                                |
| 555編成  | サハ1555  | 1961年11月 | ○           | 1984年5月  |                                                                                |
| 555編成  | サハ1556  | 1961年11月 | ○           | 1984年5月  |                                                                                |
| 555編成  | クモハ556 | 1961年11月 | ○           | 1988年3月  | 1984年5月以降クハ1657と編成・2連化                                             |
| 557編成  | クモハ557 | 1962年1月  | ○           | 1988年3月  | 1984年6月以降クハ1660と編成・2連化                                             |
| 557編成  | サハ1557  | 1962年1月  | ×           | 1984年5月  |                                                                                |
| 557編成  | サハ1558  | 1962年1月  | ×           | 1984年5月  |                                                                                |
| 557編成  | クモハ558 | 1962年1月  | ○           | 1987年10月 | 1984年7月以降クハ1659と編成・2連化。1987年12月総武流山電鉄へ譲渡（クモハ1301） |
| 559編成  | クモハ559 | 1962年3月  | ×           | 1984年3月  | 先頭部のみユネスコ村で展示保存。1990年11月以降解体撤去。                       |
| 559編成  | サハ1559  | 1962年3月  | ×           | 1984年3月  |                                                                                |
| 559編成  | サハ1560  | 1962年3月  | ×           | 1984年3月  |                                                                                |
| 559編成  | クモハ560 | 1962年3月  | ×           | 1984年3月  | 1985年3月一畑電気鉄道へ譲渡（デハ91）                                          |
| 561編成  | クモハ561 | 1962年4月  | ×           | 1984年3月  | 1984年10月総武流山電鉄へ譲渡（クモハ1210）                                     |
| 561編成  | サハ1561  | 1962年4月  | ×           | 1984年3月  |                                                                                |
| 561編成  | サハ1562  | 1962年4月  | ×           | 1984年3月  |                                                                                |
| 561編成  | クモハ562 | 1962年4月  | ×           | 1984年3月  |                                                                                |

- 全車西武所沢車両工場製

### 571系
| 編成呼称 | 車番      | 新製         | 新製       | 551系へ組込   | 551系へ組込 | 571系化 運転台取付 | 廃車       | 備考                                         |
| 編成呼称 | 車番      | 車番         | 竣功年月   | 車番          | 竣功年月    | 571系化 運転台取付 | 廃車       | 備考                                         |
| 571編成  | クモハ571 | サハ1563     | 1962年9月  | モハ571       | 1968年7月   | 1979年1月          | 1988年2月  |                                              |
| 571編成  | クハ1572  | サハ1564     | 1962年9月  | サハ1571 (II) | 1968年7月   | 1979年1月          | 1988年2月  |                                              |
| 573編成  | クモハ573 | サハ1565     | 1962年9月  | モハ573       | 1968年9月   | 1978年9月          | 1988年3月  |                                              |
| 573編成  | クハ1574  | サハ1566     | 1962年9月  | サハ1573      | 1968年9月   | 1978年9月          | 1988年3月  |                                              |
| 575編成  | クモハ575 | サハ1567     | 1962年9月  | モハ575       | 1968年10月  | 1979年3月          | 1987年10月 |                                              |
| 575編成  | クハ1576  | サハ1568     | 1962年9月  | サハ1575      | 1968年10月  | 1979年3月          | 1987年10月 |                                              |
| 577編成  | クモハ577 | サハ1569     | 1962年9月  | モハ577       | 1968年11月  | 1978年11月         | 1988年2月  | 1988年2月三岐鉄道へ譲渡（クモハ607）         |
| 577編成  | クハ1578  | サハ1570     | 1962年9月  | サハ1577      | 1968年11月  | 1978年11月         | 1988年2月  | 1988年2月三岐鉄道へ譲渡（クハ1608）          |
| 579編成  | クモハ579 | サハ1571 (I) | 1962年10月 | モハ579       | 1968年11月  | 1978年9月          | 1988年3月  | 551系組込み後、1969年9月までサハとして運用。 |
| 579編成  | クハ1580  | サハ1572     | 1962年10月 | サハ1579      | 1968年11月  | 1978年9月          | 1988年3月  |                                              |

- 全車西武所沢車両工場製